# Por ella soy Eva
Por ella soy Eva, est une télénovela mexicaine diffusée en 2012 par Canal de las Estrellas.

## Synopsis
Helena Moreno est une mère célibataire dont la seule priorité dans la vie est d'élever son fils Lalito. Elle semble mener une vie tranquille, bien que son père, Don Eduardo estime qu'elle n'éduque pas son fils correctement. Mais dans sa vie il y a aussi ceux qui vont l'aider, sa mère Dona Silvia et son amie Lucia. Juan Carlos Caballero Mistral est un cadre supérieur de l'entreprise touristique Grupo Imperio, un leader dans son domaine qui est sur le point de signer un contrat avec l'homme d'affaires Richard Fairbanks. Mais Juan Carlos a la réputation d'être volage et de jouer avec les sentiments des femmes. Mais lorsqu'Helena entre dans sa vie, il ressent des sentiments pour elle. Helena regagne son poste dans la société Grupo Imperio et commence un grand projet, un projet d'écotourisme à Majahua Beach. 
Ils tombent éperdument amoureux et projettent de se marier et de fonder une famille avec le fils d'Helena,  Lalito. Helena hait Juan Carlos Caballero et Juan Carlos prétend être Juan Perón, le fils d'un ambassadeur argentin. Helena découvre cette information et a le cœur brisé. Elle pense que Juan s'est moqué d'elle et qu'il veut lui voler le projet sur lequel elle a tant travaillé.

## Distribution

### Acteurs principaux
- Jaime Camil : Juan Carlos Caballero Mistral / Eva María León Jaramillo viuda de Zuloaga[1]
- Lucero Hogaza : Helena Moreno Romero
- Mariana Seoane : Rebeca Oropeza
- Marcelo Córdoba : Plutarco Ramos Arrieta
- Patricia Navidad : Mimí de la Rose (nom de naissance : Emeteria Jaramillo)
- Helena Rojo : Eugenia Mistral
- Leticia Perdigón : Silvia Romero (Mère de Helena Moreno Romero)
- Manuel Ojeda : Eduardo Moreno (Père de Helena Moreno Romero)
- Carlos Bracho : Modesto Caballero
- Jesús Ochoa : Adriano Reyes Mendieta
- Carlos de la Mota : Santiago Escudero
- Ferdinando Valencia : Renato Camargo
- Ilse Zamarripa : Claudia Camargo
- Pablo Valentín : Fernando Contreras
- Tiaré Scanda : Marcela Contreras
- Luis Manuel Avila : Onésimo Garza
- Dalilah Polanco : Lucia Zárate
- Fabiola Guajardo : Paola
- Geraldine Galván : Jennifer Contreras
- Daniel Díaz de León : Kevin Contreras
- Nikolas Caballero : Eduardo "Lalito" Moreno
- Priscila Avellaneda : Verónica "Vero"
- Ivonne Garza : Cindy
- Marisol Castillo : Jaqueline
- Paloma Arredondo : Lidia

### Participations spéciales
- Christina Pastor : Antonia Reyes Mendieta
- Maxine Woodside : Elle-même
- Gabriela Zamora : Angélica Ortega
- Manuela Imaz : Patricia Lorca
- Eduardo Santamarina : Diego Fonticoda
- Laura Carmine : Camila
- Aracely Arámbula
- Martha Julia : Samantha
- Arturo Carmona : Larios
- Carlos Balart : Renato Le Stripper
- Juan Ángel Esparza : Rodrigo Valenzuela
- Susana Zabaleta : Eva María León Jaramillo viuda de Zuloaga

## Diffusion internationale
- Canal de las Estrellas
- Canal de las Estrellas Amérique latine
- Mega (2012-2013)
- La Red (2015-2016)

## Versions
- En los tacones de Eva (2006), produit par RCN Televisión; avec Mónica Lopera, Jorge Enrique Abello, Alejandra Azcarate et Patrick Delmas.